# Ribera
Ribera (Rivela in siciliano) è un comune italiano di 17 753 abitanti del libero consorzio comunale di Agrigento in Sicilia.
È la città natale di Francesco Crispi ed è conosciuta anche come la "città delle arance". Ha avuto il riconoscimento di "città slow", entrando a far parte della rete internazionale delle "città del buon vivere".

## Geografia fisica

### Territorio
Posizionato su una vasta pianura a 230 m sul livello del mare e distante da questo circa 7 km, Ribera si trova sul percorso della S.S. 115 che va da Trapani a Siracusa. La città è posizionata tra i due fiumi Magazzolo e Verdura che delimita i confini con i comuni di Sciacca e Caltabellotta ad ovest, mentre i confini del territorio con il comune di Cattolica Eraclea sono segnati a sud-est dal fiume Platani.
L'altipiano con leggeri pendenze verso sud si estende fino al mare. I terrazzi di origine marina sono intervallati dalle incisioni vallive dove scorrono i fiumi ed i loro affluenti secondari, su terreni di natura argilloso-limoso e calcareo-marnoso.
L'area comunale si erge su terreni per la maggior parte argillosi del complesso plastico del periodo Miocene inferiore-medio sormontati dai litotipi della formazione gessoso-solfifera, si hanno anche marne calcaree ed argille marnose del Pliocene inferiore, marne argillose cineree e coeve brecce argillose del Pliocene medio-superiore, calcareniti del Pleistocene. I terrazzi marini sono del Quaternario-Pleistocene superiore.
Con i suoi 350 m s.l.m. il monte Sara, posto a nord-est del territorio, risulta essere l'unico rilievo significativo.
- Classificazione sismica: zona 2 (sismicità medio-alta), Ordinanza PCM n. 3274 del 20/03/2003[9].

### Clima
La costante di queste aree è il clima di tipo "Mediterraneo" con temperatura media di 26 - 28 °C in luglio e agosto e con punte massime di 40 - 42 °C.
- Classificazione climatica: zona C, 974 GG[10].

## Storia

### Dalle origini alla fine del XVII secolo
Il nome Ribera è una parola spagnola che si può tradurre come "bacino di un fiume" o riviera. Nell'epoca dei primi insediamenti fece pensare alla posizione topografica del Comune, quando in realtà il centro abitato è distante rispetto ai fiumi Verdura e Magazzolo. Successivamente quando Luigi Guglielmo I Moncada prese in sposa Maria Afan de Ribera, fu chiaro a tutti che la scelta di quel nome fu dettata dai sentimenti.
La posizione geografica, il clima favorevole e la presenza costante di acqua, assicurata dai fiumi Verdura, Magazzolo e Platani, hanno reso molto fertili le terre del territorio di Ribera, anticamente detto Allava. Così già nel medioevo, molti abitanti dell'antica Caltabellotta vi si recavano per coltivarle, realizzando produzioni variegate: riso, cotone, grano, agrumi, mandorle, olive e numerose varietà di uva, frutta di stagione ed ortaggi.
Ribera è però una cittadina relativamente giovane, le origini si fanno risalire a verso la fine del XVI secolo, quando in un clima di tranquillità, dato dalla fine delle incursioni dei Turchi in Sicilia, molti contadini decisero di abbandonare le rocche fortificate e di trasferirsi in zone con terreni più fertili, molto spesso lasciandosi alle spalle i debiti contratti con i feudatari
La fondazione di Ribera è datata 1635, quando il Principe di Paternò Luigi Guglielmo I Moncada, possessore di numerosi e vasti feudi, decise di risparmiare le fatiche e le energie che i propri contadini spendevano per recarsi da Caltabellotta ai campi, e di fondare un centro in cui questi si sarebbero trasferiti, rimanendo alle sue dipendenze.
La scelta del luogo della fondazione cadde sulla Piana di Stampaci, chiamato anche Piano di San Nicola (corrispondente più o meno all'attuale quartiere di Sant'Antonino), dal quale era possibile dominare gran parte del territorio e fruire delle sorgenti d'acqua.
La cittadina che si sviluppò attraverso strade larghe e bene allineate, rispettando criteri urbanistici d'avanguardia, venne battezzata con il nome di Ribera, in omaggio alla moglie del Principe Moncada, Maria Afan de Ribera, figlia del Duca di Alcalà.
Secondo l'atto del notaio Vincenzo Scoma, custodito presso l'archivio di Stato di Sciacca, la data di nascita ufficiale di Ribera è il 25 febbraio 1636.
Nel decennio 1640-1650 la popolazione di Ribera fu più che raddoppiata arrivando a 496 persone, così nel 1655 la cittadina ebbe la sua prima Chiesa, intitolata a San Nicola e successivamente a Sant'Antonino.
Nel 1673, il fondatore fu succeduto da Ferdinando Moncada Aragona, Principe di Paternò, di Montalto e di Bivona che sposò Maria Teresa Faxardo Toledo e Portugal, dal quale ebbe una figlia, chiamata Caterina.

### XVIII secolo
Caterina Moncada sposò Giuseppe Federico Alvarez de Toledo, duca di Ferrandina e marchese di Villafranca, al quale il feudo di Ribera andò in dote nel 1713.
Nel 1736 il feudo passò al loro primogenito, Federico di Toledo Aragona Moncada, fino al 1754, quando venne trasmesso all'erede universale unico della casata, Antonio Alvarez de Toledo, Duca di Bivona.

A quest'ultimo si devono l'indipendenza da Caltabellotta e l'assegnazione di un territorio che includeva tutti i feudi compresi tra i fiumi Verdura e Magazzolo e tra Calamonaci ed il mare.

### XIX secolo
Nel 1841 il Comune, con una produzione di 5000 quintali di riso, fu classificato come il primo centro di produzione di riso della Sicilia e, nonostante le morti dovute al colera, l'abbondanza del lavoro favoriva i matrimoni e l'accrescere della popolazione che contava 5000 persone circa. Il 29 settembre di quell'anno attraverso un Regio decreto, il Comune fu quindi elevato a Pretura di Terza classe.
Con la Rivoluzione indipendentista siciliana del 1848 anche Ribera ebbe un Comitato rivoluzionario guidato da Tommaso Crispi, il cui figlio Francesco diventò rappresentante del Comune di Ribera al Parlamento Siciliano di Palermo.
Dopo lo sbarco dei Mille, venne costituito un Consiglio Civico e successivamente il 10 aprile 1861 il Comune godé per la prima volta delle maggiori libertà amministrative e fu eletto il Consiglio Comunale. In quegli anni vennero soppresse le risaie, fonti di gravi malattie come la malaria. Furono anni in cui la miseria e la fame attanagliarono buona parte della popolazione.

### XX secolo
Dopo la prima guerra mondiale la questione della lotta al latifondo entrò nel vivo anche a Ribera. La popolazione e soprattutto i reduci lamentavano l'assenteismo del Duca di Bivona che da Madrid godeva delle sue ricchezze senza nessun contatto diretto con le proprietà e con i lavoratori.
Nell'estate del 1919, la cooperativa "Cesare Battisti" guidata dal farmacista Liborio Friscia chiese all'Opera Nazionale Combattenti (ONC) l'affitto del latifondo appartenente al duca di Bivona, che era inoltre senatore e grande di Spagna.
Arrivato in paese nel gennaio 1920, don Eristano, intenzionato a vendere i propri possedimenti ad un'altra cooperativa, venne sequestrato dai combattenti della "Battisti" per tre giorni nel proprio palazzo, già appartenuto ai propri predecessori.
In seguito alla sua liberazione, il duca di Bivona denunciò la violenza subita dai "bolscevichi" di Ribera, facendo intervenire anche il governo di Madrid, e vendette il proprio latifondo alla cooperativa rivale della "Battisti", quella guidata da Antonino Parlapiano, che a sua volta affittò il latifondo a tre cooperative composte da gente appartenente a diverse cosche mafiose.
Sulla vicenda intervenne anche Antonio Gramsci con una corrispondenza intitolata "La verità sui fatti di Ribera" apparsa sull'Avanti! dell'11 febbraio 1920 ed inclusa nei suoi Quaderni del carcere.

A Ribera è ancora presente il palazzo dei duchi di Bivona, appartenente prima alla famiglia nobile dei Moncada, poi agli Alvarez de Toledo. L'interno è in parzialmente affrescato; in una stanza è presente un dipinto in cui sono raffigurati tutti gli stemmi araldici degli antenati della famiglia Alvarez de Toledo.
Da quel momento Ribera fece un salto in avanti in termini di progresso e di miglioramento economico, con l'affermarsi delle cooperative agricole, con la nascita delle prime banche e con una serie di potenziamenti e razionalizzazioni dell'agricoltura che permetterà a Ribera di affermarsi come uno dei primi centri della Sicilia per produzione di agrumi.
Il 10 dicembre 1940 l'Ente nazionale per la colonizzazione del latifondo inaugurò il borgo rurale intitolato ad Antonio Bonsignore, distante 13 km dal paese e vicino al mare.
Con l'avvento della seconda guerra mondiale Ribera subì diversi bombardamenti, tanto da costringere la popolazione ad abbondare il centro abitato ed a rifugiarsi nelle campagne. I danni furono ingenti, con molti Riberesi che ebbero la casa distrutta o che non videro tornare i propri cari dal fronte.
Il secondo dopoguerra portò un acceso confronto tra i partiti cattolici e quelli socialcomunisti, in cui rivendicazioni sociali, democrazia, repubblica e governo del popolo erano i temi più trattati, tanto da echeggiare in tutte le case.
Le elezioni comunali del 1946 videro il trionfo delle forze di sinistra, ciò consentì l'organizzazione delle occupazioni delle terre incolte, la definitiva fine del latifondo e la ripresa del progresso economico e sociale.

### Simboli
Ecco la descrizione dello stemma del Comune di Ribera: 
La torre dorata è quella del Castello di Poggiodiana.
Il motto è una frase latina: la parola Allavam si riferisce all'antico nome del territorio di Ribera, signat si traduce come "segna", mentre Alba si riferisce al nome antico del fiume Verdura; nel complesso è quindi traducibile (con le necessarie attualizzazioni) come: "Il fiume Verdura delimita il territorio di Ribera".

### Ricorrenze
- 25 febbraio 1636: viene firmato l'atto di nascita ufficiale della città[14].
- 6 febbraio 1906: davanti alle spiagge di Ribera, la nave greca Angelica affonda a causa di una tempesta[14][20].
- 15 gennaio 1968: il terremoto del Belice fa tremare anche Ribera, danneggiando parecchi edifici fra cui la Chiesa Madre.

## Monumenti e luoghi d'interesse
Dal punto di vista culturale e paesaggistico, Ribera ha molto da offrire ai possibili turisti interessati ad una visita della città.
I principali monumenti sono gli edifici sacri e civili fra cui: la casa natale dello statista Francesco Crispi e la settecentesca chiesa madre.

### Architetture religiose
- Chiesa Madre, si iniziò a costruire il 21 marzo 1751 e fu completata nel 1760, è a tre navate in stile rococò[11]. Danneggiata dal terremoto del 1968 è rimasta chiusa fino a che i lavori di restauro ne hanno permesso la riapertura nel 1999;
- Chiesa di Maria Santissima Immacolata;
- Chiesa del Rosario (XVIII secolo);
- Chiesa di San Giuseppe;
- Chiesa di San Giovanni Bosco (1950);
- Chiesa di Santa Teresa del Bambin Gesù, inaugurata il 25 dicembre 1945, dopo che nella primavera del 1939 era crollata a poco tempo dalla prima inaugurazione del 2 ottobre 1938[21];
- Chiesa di San Pellegrino (XVIII secolo);
- Chiesa della Beata Maria Vergine della Pietà;
- Chiesa di San Nicolò di Bari, inaugurata il 12 giugno 1987, è stata costruita secondo i principi del Concilio Vaticano II: centralità dell'altare, aula e presbiterio senza sbarramenti ed assenza di navata e deambulatorio[14];
- Chiesa di San Francesco;
- Chiesa di San Domenico Savio (Seccagrande);
- Chiesa di San Pietro Apostolo (Borgo Bonsignore).

### Architetture civili
- La casa del Duca di Bivona è un palazzo dell'XVIII secolo realizzato al tempo del Ducato dei Toledo. Costruito a beneficio del duca di Bivona non venne mai abitato da questi: i veri proprietari furono soltanto i vari amministratori della Ducea. Nelle vicinanze dell'edificio sono presenti numerosi magazzini del Duca. L'interno del palazzo è in gran parte affrescato: rilevante è un dipinto che rappresenta tutti gli stemmi araldici degli antenati della famiglia Toledo[22].

### Architetture militari

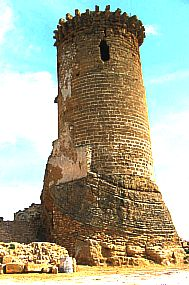
La torre del castello di Poggiodiana

#### Il Castello di Poggiodiana
A pochi chilometri dal centro abitato sorgono le rovine del trecentesco Castello di Poggiodiana costituite da una torre cilindrica merlata e da una torre quadrata.
Il castello era stato edificato per volere di Guglielmo Peralta e successivamente fu di proprietà dei Conti di Luna.
Grazie alla sua favorevole posizione, esso domina le gole del Lupo, scavate dal fiume Verdura.

### Siti archeologici
Nel 1982 in località contrada Anguilla, a sud dell'abitato di Ribera, è stata rinvenuta una necropoli della media e tarda età del bronzo (XIII secolo a.C.).

### Aree naturali

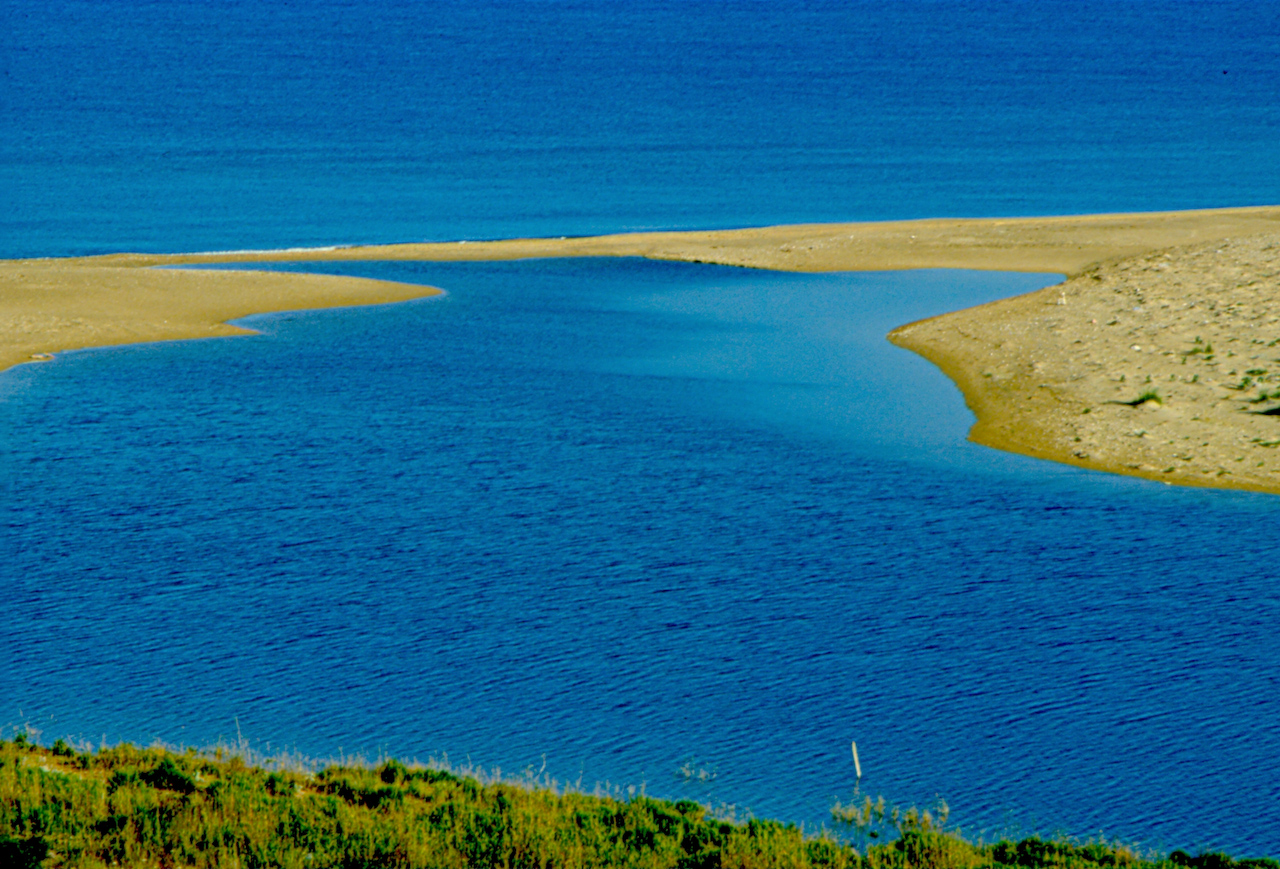
RNO Foce del fiume Platani

#### Riserva NaturaleFoce del fiume Platani
La foce del fiume Platani e i terreni adiacenti, costituiscono la riserva naturale orientata (RNO). La riserva nel tratto di mare possiede la tipica vegetazione dunale.
È nell'interno si trovano Eucalipti, Acacie e Pini, che si sovrappongono a specie arbustive spontanee e una cospicua vegetazione mediterranea.
La riserva è stata istituita per tutelare il particolare ecosistema costiero e le numerose specie di uccelli come: l'airone cenerino, il gabbiano reale, l'airone rosso e il falco di palude. Il paesaggio della riserva è completato dalla meravigliosa falesia di Capo Bianco, roccia a picco sul mare, mentre sul pianoro sovrastante si possono ammirare i resti dell'antico teatro greco.

#### SIC Foce del Magazzolo e Foce del Verdura
Le aree della foce del fiume Verdura e della foce del fiume Magazzolo sono riconosciute come Sito di interesse comunitario (SIC).

#### Il Monte Sara
Nel territorio comunale di Ribera si può visitare l'Area attrezzata Monte Sara. Tra le innumerevoli varietà di vegetazione ricopre un particolare interesse per gli studi biologici la Palma nana di origine autoctona.
L'area attrezzata insiste all'interno di un bosco di pini ed eucalipti, con panche e tavoli in pietra locale per un totale di 480 posti a sedere, 10 punti cottura, un campo da bocce e vari servizi di utilità per i visitatori, che ne usufruiscono soprattutto in primavera ed estate. Utili e decorative sono le fontanelle dalle quali sgorga acqua fresca proveniente da una sorgente naturale.
Si adatta ad escursioni in mountain bike con una salita di circa 4 km con pendenza media del 6%.

## Società

### Evoluzione demografica
| Evoluzione storica della popolazione prima del 1861 |             |
| 1650                                                | 496         |
| 1652                                                | 462         |
| 1723                                                | 2.411       |
| 1750                                                | 3.719       |
| 1798                                                | 4.656       |
| 1820                                                | 4.976       |
| 1831                                                | 5.099       |
| 1841                                                | 5.000 circa |
| 1852                                                | 5.774       |

Abitanti censiti

Una forte emigrazione, perdurata per decenni, ha consentito la formazione di numerose comunità di riberesi sia al centro-nord Italia, che in Paesi esteri come Germania, Stati Uniti e Canada.

### Etnie e minoranze straniere
Gli stranieri residenti a Ribera al 1° gennaio 2024 sono 1.133 e rappresentano il 6,4% della popolazione residente. 
La comunità straniera più numerosa è quella proveniente dalla Romania con il 46,7% di tutti gli stranieri presenti sul territorio, seguita dalla Tunisia e dal Marocco.

### Religione
La religione maggiormente praticata è il cattolicesimo: Ribera, che fa parte dell'arcidiocesi di Agrigento, della zona pastorale di San Calogero e del vicariato nº13 di Ribera, ha conservato le proprie tradizioni religiose, ed in particolare il culto per la Pasqua. Sin dal 1644, il santo patrono della città è San Nicola.
Oltre alla Chiesa cattolica, sono presenti oggi a Ribera più comunità evangeliche. Con l'accrescere dell'immigrazione di cittadini rumeni, è in aumento la presenza del culto ortodosso.

### Tradizioni e folclore
Il 6 dicembre ricorrono i festeggiamenti in onore del santo patrono San Nicola.

#### Pasqua

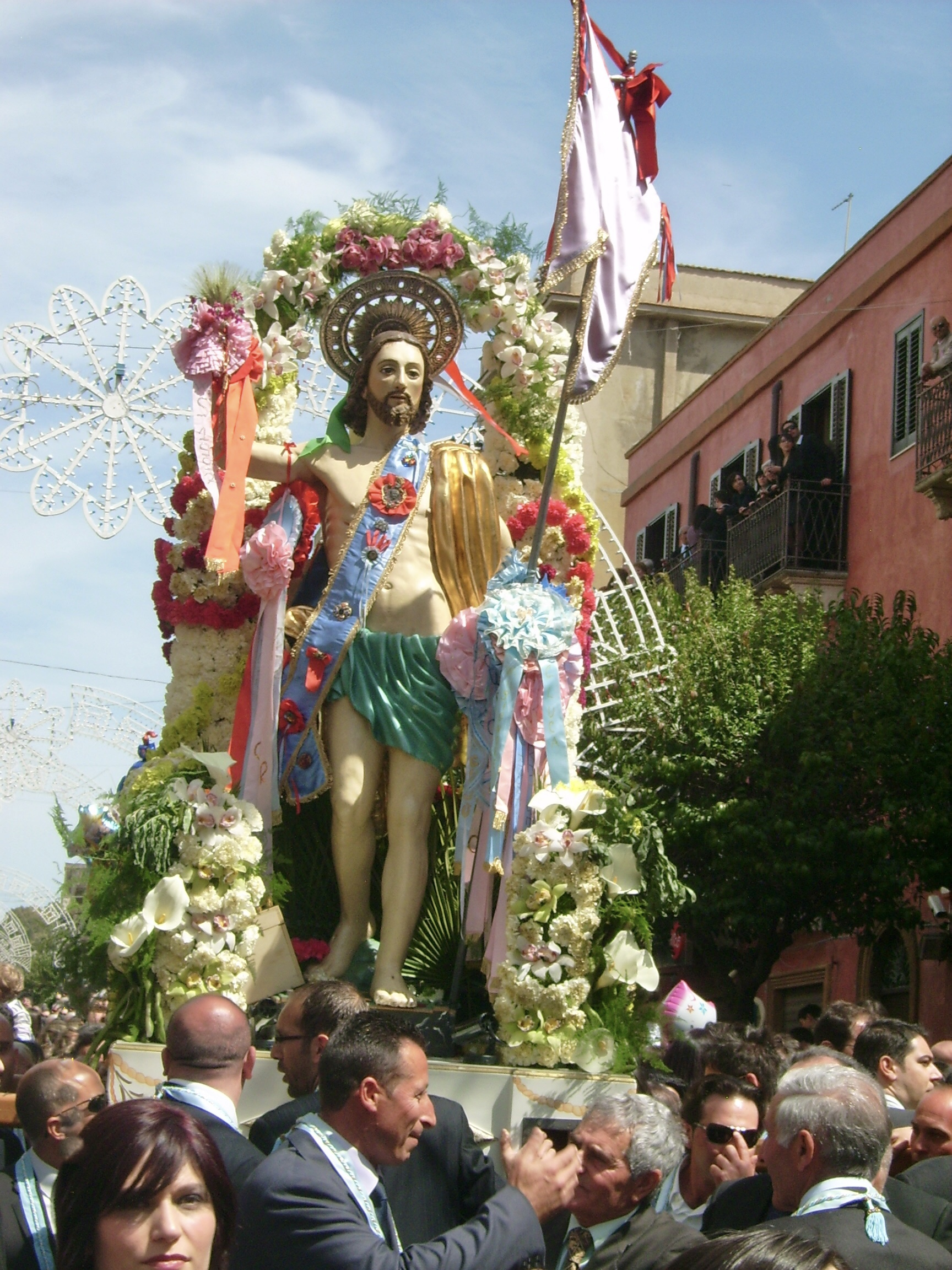
Pasqua, simulacro di Gesù Risorto

La Pasqua è la festa più attesa e partecipata dai riberesi. La preparazione alla festa avviene già una settimana prima con la Domenica delle Palme, prosegue per tutta la Settimana Santa e culmina ne lu 'ncontru (l'incontro) nel giorno di Pasqua.
La domenica delle Palme
Nel giorno della Domenica delle Palme, in tutte le chiese di Ribera viene effettuata la benedizione dei ramoscelli di ulivo e delle palme intrecciate artisticamente e portate soprattutto da bambini. Tradizionalmente le palme ed i ramoscelli d'ulivo benedetti vengono conservati nelle abitazioni, come segno d'augurio e prosperità.
Settimana Santa
Nei giorni della Settimana Santa vengono allestite diverse manifestazioni. Nella giornata del Giovedì santo i fedeli sono soliti effettuare il giro dei Sepolcri, delle visite per rendere omaggio agli altari preparati nelle varie Parrocchie riberesi.
Venerdì Santo
Nella giornata del Venerdì Santo viene commemorata la Passione e la Crocifissione di Gesù attraverso una processione che ha inizio verso le ore 11 e che vede la partecipazione di tutti i Sacerdoti delle Parrocchie di Ribera, dei rappresentanti delle istituzioni e delle autorità che, assieme a tanti fedeli, formano la cosiddetta "Condotta" che accompagna, al suono delle marce funebri intonate della banda musicale, l'urna contenente la statua del Cristo morto al Calvario, posto nella parte alta a nord della città, in prossimità del cimitero. Qui viene effettuata la Crocifissione di Gesù e viene celebrata una Messa all'aperto.

La statua del Cristo Morto resta in croce fino al tardo pomeriggio, quando viene riposto nell'urna ed assieme alla statua della Madonna Addolorata viene accompagnata a spalla dai fedeli fino alla Chiesa Madre, percorrendo tutto il corso principale della città con una processione molto partecipata chiamata la calata di la Cruci (la discesa dalla Croce).
Lu 'ncontru di Pasqua
In lingua siciliana ncontru significa "incontro" e nello specifico rappresenta quello tra la Madonna e Gesù Risorto nella domenica di Pasqua.

La manifestazione si svolge principalmente lungo il Corso Umberto I, cuore del centro storico riberese, che in mattinata si inizia a riempire di migliaia di persone, accorse a godersi lo spettacolo, prendendo d'assalto marciapiedi e balconi.

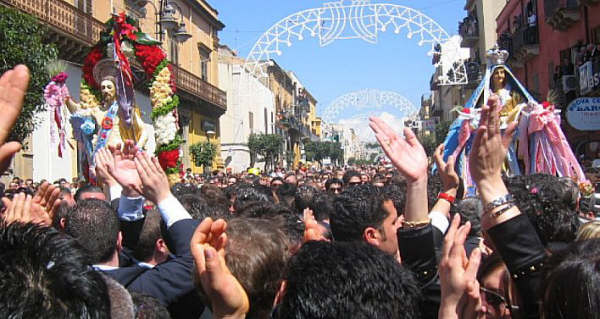
Pasqua: Gesù Risorto e la Madonna

Mentre la banda musicale gira per il Paese e scoppiano i primi botti dei fuochi d'artificio, iniziano a fare su e giù lungo il corso i gonfaloni (detti li pali), aste di legno a croce, alte e pesanti, che sorreggono un telone decorato con immagini sacre. Ogni gonfalone rappresenta un gruppo parrocchiale o un'associazione locale ed è sostenuto da più persone, dietro alle quali corrono gli altri appartenenti al gruppo al grido di "largo, largo!".
I vari gonfaloni formano un corte festante e assieme alla banda musicale si avviano verso la Chiesa di San Pellegrino, dove è custodita la statua di San Michele, che viene prelevata, portata a spalla e aggregata al corteo festante che prosegue per la Chiesa di San Giovanni Bosco, dove si aggrega anche la statua del Gesù Risorto e vengono esplosi i fuochi d'artificio.
Verso le 13.30, mentre la banda musicale esegue brani funebri, il simulacro della Madonna Addolorata, coperta da un mantello nero, in quanto non ha ancora appreso la notizia della resurrezione del Figlio, viene portato nella parte sud del corso Umberto I, davanti alla Chiesa del Rosario.
Le statue del Cristo Risorto e di San Michele, assieme ai gonfaloni, vengono sistemati invece davanti alla Villa Comunale, nella parte nord del corso Umberto I, molto distante dalla statua della Madonna.
Allo scoccare di un forte botto, dal corso Umberto I iniziano a scendere verso la Madonna i primi pali, portando la notizia della Resurrezione. La Madonna tuttavia non crede all'annuncio, e rimane coperta dal velo nero.
Tocca quindi alla statua di San Michele, scendere il corso e annunciare la notizia alla Madonna, attraverso tre solenni inchini. Dopodiché il simulacro di San Michele risale fino a metà corso (incrocio con Corso Margherita) dove nel frattempo è stata posizionata la statua del Cristo Risorto.
Quando la Madonna apprende definitivamente la notizia della resurrezione del figlio, esplode la festa e la felicità: il velo nero viene fatto volare via, scoppiano i fuochi d'artificio (la cosiddetta maschiata) e la banda musicale intona la tradizionale marcia della Pasqua di Ribera, una melodia allegra e sostenuta che caratterizza da sempre la manifestazione.
La Madonna viene quindi portata di corsa dal Figlio Risorto, accompagnata da centinaia di persone, disposte a gruppi da 7 a 10 persone, che saltando e ondeggiando, salgono per il corso.
Quando i due simulacri si trovano uno di fronte all'altro, vengono fatti saltare più volte per aria, come a rappresentare una danza, tocca quindi alla Madonna inchinarsi per tre volte davanti al Figlio Risorto, accompagnata dalla musica della banda musicale e dagli applausi festanti della folla.
In serata i tre simulacri vengono portati in processione per le vie della città, fino ad arrivare di nuovo al corso Umberto I, dove viene riproposta una versione ridotta di 'ncontru. I tre simulacri vengono quindi riposizionati nelle rispettive Chiese e la festa si conclude con il tradizionale spettacolo pirotecnico.

#### Festa di San Giuseppe

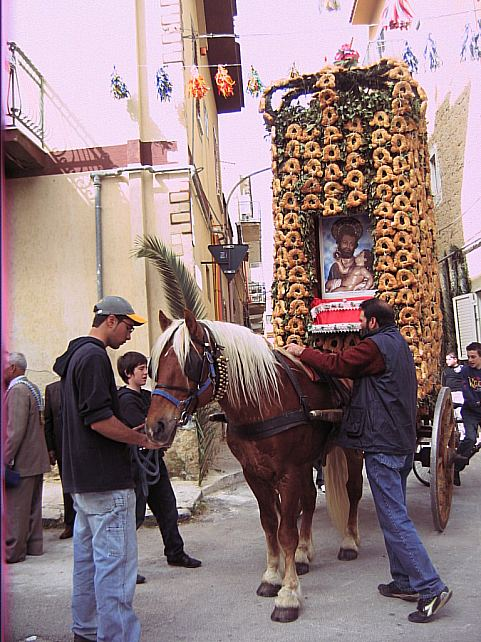
La Straula

La festa di San Giuseppe ricorre il 19 marzo, per l'occasione viene allestita la "Straula", un carro trainato da un asino, su cui è costruita una torre rivestita di rami d'alloro e varie forme di pane; al centro di questa torre è collocato un quadro raffigurante S. Giuseppe.
Ogni quartiere di Ribera cerca di preparare altari in onore del Santo dove i fedeli si riuniscono per pregare. I festeggiamenti sono arricchiti dalle tavolate di S. Giuseppe, dove sono presenti piatti tipici che vengono offerti ai Santi, rappresentati in quel contesto dai tre figuranti che compongono la Sacra Famiglia.

#### Fiere
Durante il corso dell'anno vengono allestite 2 fiere cittadine:
- Fera di settembre (fiera di settembre), della durata di tre giorni (7, 8 e 9 settembre), in occasione dei festeggiamenti in onore di Maria SS. delle Grazie ed allestita lunga la via Guglielmo Marconi[40], conosciuta anche come la strata di la fera (la strada della fiera);
- Fera di li morti (fiera dei morti), della durata di due giorni (1 e 2 novembre), in occasione della commemorazione dei defunti[41] ed allestita lungo il corso Umberto I, ovvero la strada della piazza principale della città.

### Istituzioni, enti e associazioni

#### Ospedale F.lli Parlapiano
A Ribera ha sede l'Ospedale "Fratelli Parlapiano", facente parte dell'Azienda sanitaria locale Nº 1 di Agrigento.
L'ospedale è stato fondato per volere dei fratelli Antonino e Carmelo Parlapiano, ultimato dal nipote Antonino Parlapiano Vella e inaugurato nel gennaio 1917 in una struttura in stile liberty nel quartiere di Villa Isabella. Ente Morale fino al 1960, successivamente diviene Ente autonomo, diventando ospedale di zona appartenente alla U.S.L. nº 8. Il 22 agosto 1990 l'ospedale si trasferisce nei nuovi locali della via Circonvallazione a sud della città. Nel primo decennio degli anni 2000 l'ospedale ha visto un ridimensionamento delle sue attività, per via dei tagli alla spesa e al personale imposti dai governi regionali siciliani.

### Qualità della vita
Nell'aprile 2011 Ribera è stata riconosciuta Città Slow ed è la prima città siciliana ad entrare a far parte della rete internazionale delle città del buon vivere.

## Cultura

### Istruzione

#### Biblioteche
La Biblioteca Comunale "Antonio Gramsci" ha sede presso via Don Minzoni al 1º piano.

#### Scuole
In città sono presenti 5 scuole elementari (di cui una paritaria), 2 scuole medie e quattro scuole superiori: Liceo Sperimentale, Istituto Professionale per l'industria e l'artigianato e due Istituti Tecnico Commerciale e per Geometri (di cui uno paritario).

#### Università
Ribera è sede dell'Istituto musicale Arturo Toscanini, pareggiato ai Conservatori di Musica di Stato e accreditato nel sistema dell'alta formazione artistica e musicale del Ministero dell'istruzione, dell'università e della ricerca per rilasciare Diplomi Accademici equipollenti alla Laurea.

#### Musei

##### Museo etnoantropologico
Il museo etnoantropologico di Ribera, che ha sede presso l'ex salone dei congressi dentro la Villa Comunale, è nato nel 1989 grazie all'associazione "Ribera Verde" che ha raccolto più di 4000 reperti della civiltà contadina, pastorale ed artigianale di questo territorio.
A partire dalla seconda metà degli anni sessanta l'avvento della meccanizzazione permise il progresso economico del territorio e fece accantonare ad agricoltori ed artigiani gli strumenti che erano stati usati fino a quel momento. L'istituzione del museo ha permesso di recuperare, catalogare, restaurare, conservare e rendere fruibili tutti questi utensili in disuso.

### Media

#### Stampa
Il settimanale locale di Ribera è Momenti di vita locale, che viene edito dal 1989.
Altri periodici sono stati NOVANTADUE016, Paese mio e Ribera Città del riso.

#### Radio
La radio cittadina è Radio Torre Ribera che trasmette sui 101.300 FM e che viene ricevuta anche nei comuni limitrofi.
In passato sono esistite anche altre 3 radio: Radio Luna Ribera, Radio Logos Ribera e Radio Centrale Ribera.

#### Televisione
In passato è esistita una emittente televisiva cittadina denominata Tele Torre Ribera.

#### Internet
Siti di informazione online su Ribera sono ripost.it e SicaniaNews.it.

### Teatro
A Ribera si svolge la rassegna teatrale "Città di Ribera", cui partecipano compagnie teatrali sia locali che di rilevanza nazionale.

### Musica
Ha sede a Ribera il complesso bandistico "The Washington Navel - Vincenzo Bellini" che ha una storia di circa 2 secoli.

### Cucina
I prodotti tipici della gastronomia locale sono a base di arance, il frutto simbolo dell'agricoltura riberese: torte alle arance, biscotti con marmellata di arance, pasticciotti con marmellata di arance.
È poi usuale preparare delle pietanze e dei dolci tipici in occasioni delle festività:
- il 19 marzo, in cui ricorre la festa di San Giuseppe, si prepara la pasta cu la muddica: spaghetti al dente, senza sale, conditi con pan grattato tostato, zucchero, cannella e pezzetti di cioccolato. Il piatto è servito freddo.
- sempre in occasione di San Giuseppe si prepara la mpignulata cu lu meli (pignolata al miele): dei dolci di farina ed uova, fritti nell'olio e che, una volta raffreddati, vengono conditi con miele e palline di zucchero colorato.
- a Pasqua si preparano li cannilera: una pasta dolce da biscotto, di varie forme, che racchiude un uovo sodo e che viene decorata con albume sbattuto e palline di zucchero colorato.
- Pasqua è anche il periodo della froscia: una torta alla ricotta fresca, preparata con pane, formaggio grattugiato, uova, nepetella, gocce di cioccolato e cotta in forno.
- l'8 settembre, in cui ricorrono i festeggiamenti in onore di Maria SS. delle Grazie e la tradizionale fiera, si prepara la cubbata: un impasto di mandorle, zucchero, miele e cannella, simile al torrone.
- Nel periodo del 1º e 2 novembre, cioè in occasione della commemorazione dei defunti, si preparano i taralli[60]: biscotti rivestiti di zucchero fuso, misto a sostanze dolcificanti e coloranti che nei caratterizzano la tipologia (al cioccolato, all'arancia, alla vaniglia, etc).
- Sempre nel periodo dei morti si prepara la frutta martorana, vagamente somigliante al marzapane ma più dolce e saporito, a base di farina di mandorle e zucchero e confezionato tradizionalmente a forma di frutta.
- l'11 novembre, in cui ricorre la festa di San Martino, si preparano li sfinci: dei dolci preparati con farina di grano duro, lievito di pane, olio e acqua calda e conditi con zucchero o miele.
- il 13 dicembre, in cui ricorre la festa di Santa Lucia, si prepara la cuccìa: frumento e ceci bolliti, conditi variamente con: vino cotto, miele, latte, cioccolata o zucchero.
- a Natale si preparano li purciddati o buccellati: una pasta dolce da biscotto ripiena con fichi secchi tritati e mandorle oppure con diversi tipi di marmellata, tra cui la più usata è la cucuzzata (marmellata di zucchine verdi).

### Eventi

#### Premio Nazionale Giuseppe Ganduscio
Ogni anno viene organizzato il Premio nazionale di Poesia intitolato al pacifista riberese Giuseppe Ganduscio. Il concorso è diviso in due sezioni: una a tema libero ed un'altra specifica sul tema della pace. Entrambe le sezioni sono a loro volta suddivise in due: in lingua italiana ed in lingua siciliana.

## Geografia Antropica

### Urbanistica
L'impianto urbanistico originario della città è basato su un sistema a scacchiera ortogonale. Lo sviluppo economico dovuto alla specializzazione dell'attività agricola della fine degli anni sessanta e l'inizio dei settanta, ha permesso una rapida espansione sia verso nord che verso sud, con una conseguente interruzione del tracciato ortogonale a favore di un tessuto urbanistico più fluido e regolare. L'area di nuova espansione ha un'estensione pari a quella della città originaria. Assieme alle residenze sono stati realizzati edifici scolastici, chiese, l'ospedale e nuovi edifici pubblici.
Il nuovo mercato ortofrutticolo ed il Piano per gli Insediamenti Produttivi sono stati realizzati in contrada Donna Vanna (lungo la strada provinciale 61 che collega la città alla frazione di Borgo Bonsignore), dove negli ultimi anni si sono insediate nuove attività produttive che hanno ottenuto agevolazioni attraverso i Patti Territoriali e la legge 488.
Dal 2002 il Comune di Ribera è dotato di un Piano Regolatore Generale che individua i vincoli antisismici e quelli storico-artistico-monumentali e definisce le zone territoriali omogenee per destinazione.

### Frazioni

#### Seccagrande
È la località balneare preferita dai Riberesi. Si trova a 9 km di distanza e nel periodo estivo è popolata dalla gente che usufruisce delle spiagge, del lungomare e dei locali notturni.
Il 14 agosto si celebra la notte dei falò ed il litorale si riempie di giovani, fuochi e musica.

#### Borgo Bonsignore

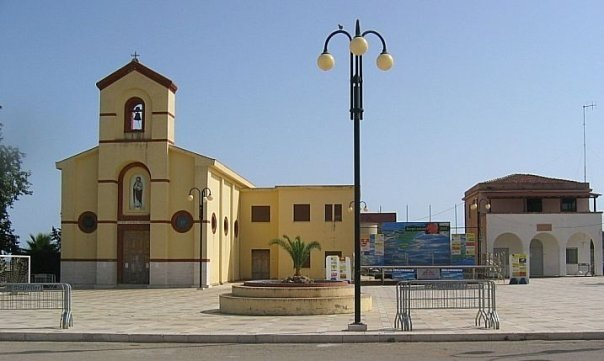
Borgo Bonsignore

Costruito durante il periodo fascista, è una località a carattere turistico, popolata soprattutto nel periodo estivo.
Dista da Ribera circa 12 km.
Caratterizzano la località le spiagge incontaminate del Lido Fuggitella, Pietre cadute e la zona della Riserva naturale orientata Foce del fiume Platani.

#### Pianagrande
È la località contigua a Seccagrande, ma ancora incontaminata.
Negli ultimi anni vengono montati dei chioschi che danno un tocco in più a questo pezzo di terra bagnata dal mar Mediterraneo. Nei fine settimana estivi i chioschi vengono frequentati dai giovani che si divertono a ballare a due passi dal mare. Il picco massimo di gente si registra per la notte dei falò di Ferragosto (notte del 14 agosto).

#### Altre località del territorio
Agglomerati di case che costituiscono piccole frazioni della città si trovano in località Camemi superiore ed in località Piano Spito, entrambe lungo la strada provinciale 33 che collega la città alla frazione di Seccagrande.
Più di 700 persone abitano poi nei territori fuori dal centro urbano, in case sparse o microagglomerati.

## Economia

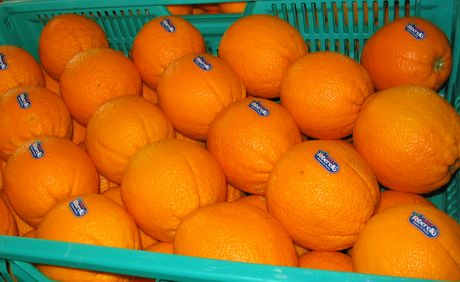
Arance Riberella

Le attività più diffuse sono l'agricoltura che occupa circa il 70% della popolazione, l'artigianato con il 20% ed il terziario con il 10%.

### Agricoltura
L'agricoltura è il settore trainante dell'economia riberese. Nel corso degli anni sono state operate profonde trasformazioni che hanno permesso di far diventare fertili terreni un tempo incolti e scarsamente produttivi.Molta importanza in questo processo di trasformazione ha avuto la presenza dei fiumi: il Verdura, il Magazzolo ed il Platani.
Sono nati così i giardini che producono arance, frutta, olive, ortaggi ed altro.
Molto apprezzati i mandarini Clementine e Marzuddi, i limoni e a giugno, pesche, pere ed albicocche.
Altro prodotto tipico sono le fragoline.
Molto apprezzato è l'olio extra vergine d'oliva.
Il territorio del comune è compreso nella zona di produzione del Pistacchio di Raffadali D.O.P..

#### Arancia di Ribera

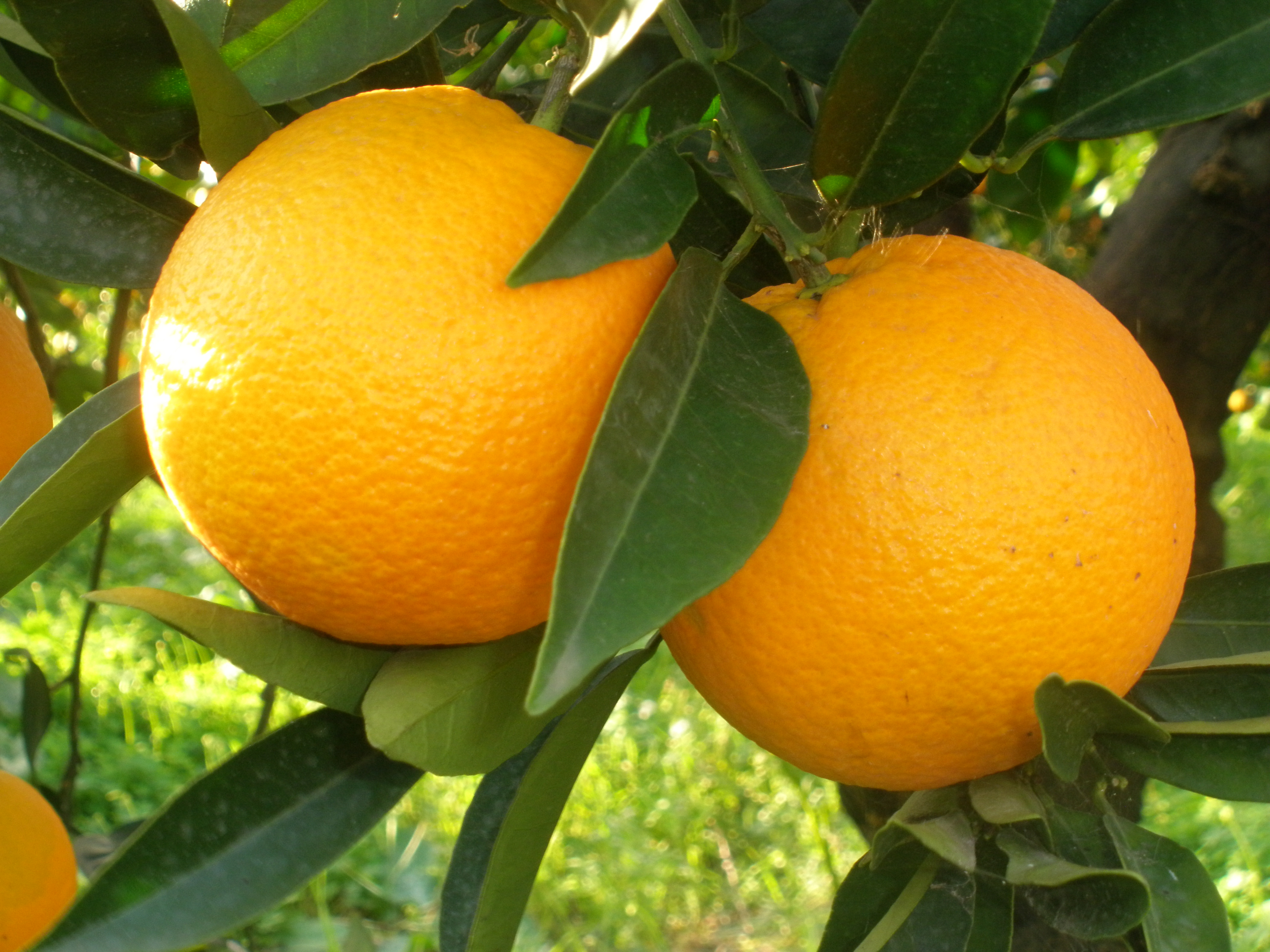
Arance di Ribera.

Nel campo della produzione, il fiore all'occhiello dell'agricoltura riberese sono le arance della qualità Washington Navel, oggi conosciute con il marchio Arancia di Ribera D.O.P.
L'arancia amara venne introdotta in Sicilia dagli Arabi durante la loro dominazione; Ribera è oggi il territorio dove si riscontra una coltivazione intensiva delle arance dolci bionde. La coltivazione prevalente nel comprensorio riberese è la Washington Navel introdotta negli anni '70 del secolo scorso che da sola copre l'80% dell'intera superficie agrumentata che si aggira intorno ai quattromila ettari. I frutti, di pezzatura medio-grossa (150-250 grammi) presentano all'estremità inferiore un ombelico (navel) da cui prende la denominazione. La raccolta inizia a novembre e si protrae fino ad aprile. Il frutto, privo di semi, presenta tessitura media, gusto gradevolissimo e bassissima acidità. In cucina viene impiegata per la preparazione di dolci e insalate da servire come antipasto o contorno per arrosti. La buccia secca o candita è utilizzata in pasticceria.
Si stima che siano coltivati ad agrumeto circa 3000 ha di terreno, con una produzione intorno al milione di quintali, in prevalenza arance.

#### Fragolina di Ribera
Le fragoline, frutto di piccole dimensioni, sono un'altra prerogativa della produzione riberese e si distinguono dalle altre varietà sia per le caratteristiche che per la qualità.
In maturazione da aprile e raccolte a mano sino a giugno, si coltivano tra filari di aranci e peschi, dove si presentano le condizioni climatiche e idriche ottimali.

### Industria
Il settore industriale Riberese è costituito per lo più da Piccole e medie imprese.
In contrada Donna Vanna è presente un'area per gli insediamenti produttivi (P. I.P.) destinata ad attività artigianali e PMI, con una superficie totale di 783.000 m².
Sono presenti sul territorio del comune 249 attività industriali che dichiarano complessivamente 717 addetti, pari al 20,75% della forza lavoro occupata.

### Servizi
I servizi sono garantiti da 469 attività che dichiarano 774 addetti, pari al 22,40% della forza lavoro occupata, altre 271 attività di servizio con 739 addetti pari al 21,39% della forza lavoro occupata e 80 attività amministrative con 1.225 addetti pari al 35,46% della forza lavoro occupata.

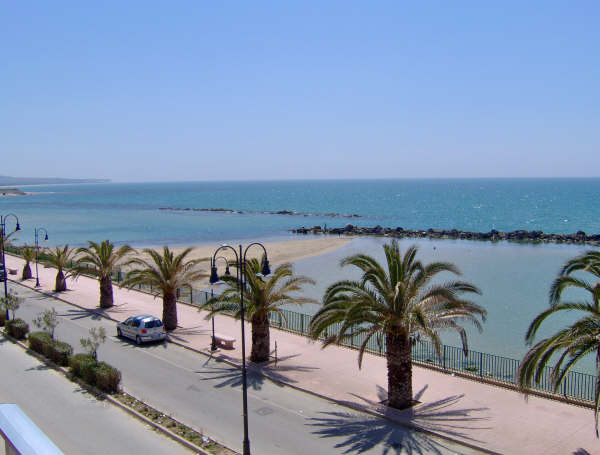
Lungomare di Seccagrande.

### Turismo
Quello del turismo è un settore in forte espansione. La presenza di spiagge e territori incontaminati attira ogni anno una discreta quantità di vacanzieri. Negli ultimi anni, in special modo nelle borgate estive, sono sorti dei Bed & breakfast e delle case vacanze che hanno fatto arrivare visitatori soprattutto dall'estero, attirati dal buon rapporto qualità-prezzo.
Sono presenti anche altre tipologie di strutture ricettive come hotel e camping.

L'apertura del Verdura Golf & Spa Resort, resort del Gruppo The Rocco Forte Collection, situato nella zona del fiume Verdura, in territorio di Sciacca, ma molto più vicino a Ribera, può far ottenere un salto di qualità all'intera fascia turistica, considerando anche che da questa zona sono facilmente raggiungibili i siti di maggiore interesse turistico della Sicilia come Agrigento e la sua Valle dei Templi, Eraclea Minoa, Sciacca, Selinunte, Palermo e Piazza Armerina.

## Infrastrutture e trasporti

### Strade
- Strada statale 115, denominata Sud-Occidentale Sicula, collega Ribera con Agrigento, Ragusa, Trapani e Siracusa.
- Ribera è collegata con una parte dell'entroterra siciliano dalla Strada Statale 386 che arriva fino a Chiusa Sclafani.

#### Mobilità extraurbana
Il terminal dei bus extraurbani è sito in piazza Zamenhof. Sono garantiti collegamenti diretti per Palermo, Agrigento, Trapani, Sciacca e per i paesi limitrofi.

### Ferrovie
Ribera aveva una Stazione facente parte della ferrovia a scartamento ridotto Castelvetrano-Porto Empedocle. Con la dismissione della linea, avvenuta verso la metà degli anni ottanta, la stazione risulta chiusa ed abbandonata, anche se la tratta risulta ancora esistente per tutto il territorio.

### Elisuperficie
Presso l'ospedale "F.lli Parlapiano", si trova un'elisuperficie utilizzata per il servizio di elisoccorso.
La struttura è attrezzata per avere operatività sia diurna che notturna.

### Mobilità urbana
Il servizio pubblico di trasporto urbano su gomma è curato dall'azienda C.A.R.

## Amministrazione

### Gemellaggi
Ribera è gemellata con:
- Oinousses
- Elizabeth

### Altre informazioni amministrative
Il comune di Ribera fa parte delle seguenti organizzazioni sovracomunali: regione agraria n.7 (Pianura tra il Belice ed il Platani) e patto territoriale "Terre Sicane".

## Sport

### Calcio
La seconda squadra di calcio è l'A.S.D. Atletico Ribera che nella stagione 2015/2016 milita nel campionato di Prima Categoria.
L'A.S.D. F.C. Ribera 54 nella stagione 2012/2013 ha militato in Serie D.
La S.S.D VIS RIBERA nella stagione 2019/2020 partecipa al campionato dilettanti 3ª categoria Presidente Vincenzo Liberto.
La squadra di calcio a 5 femminile è stata il Fair Play Ribera che ha vinto 5 titoli italiani, nei tornei patrocinati da CSAIN e ASC.
La squadra di Beach soccer locale è stata Campione D'Italia 2008 CSAIN, titolo conquistato a Lignano Sabbiadoro.

### Pallacanestro

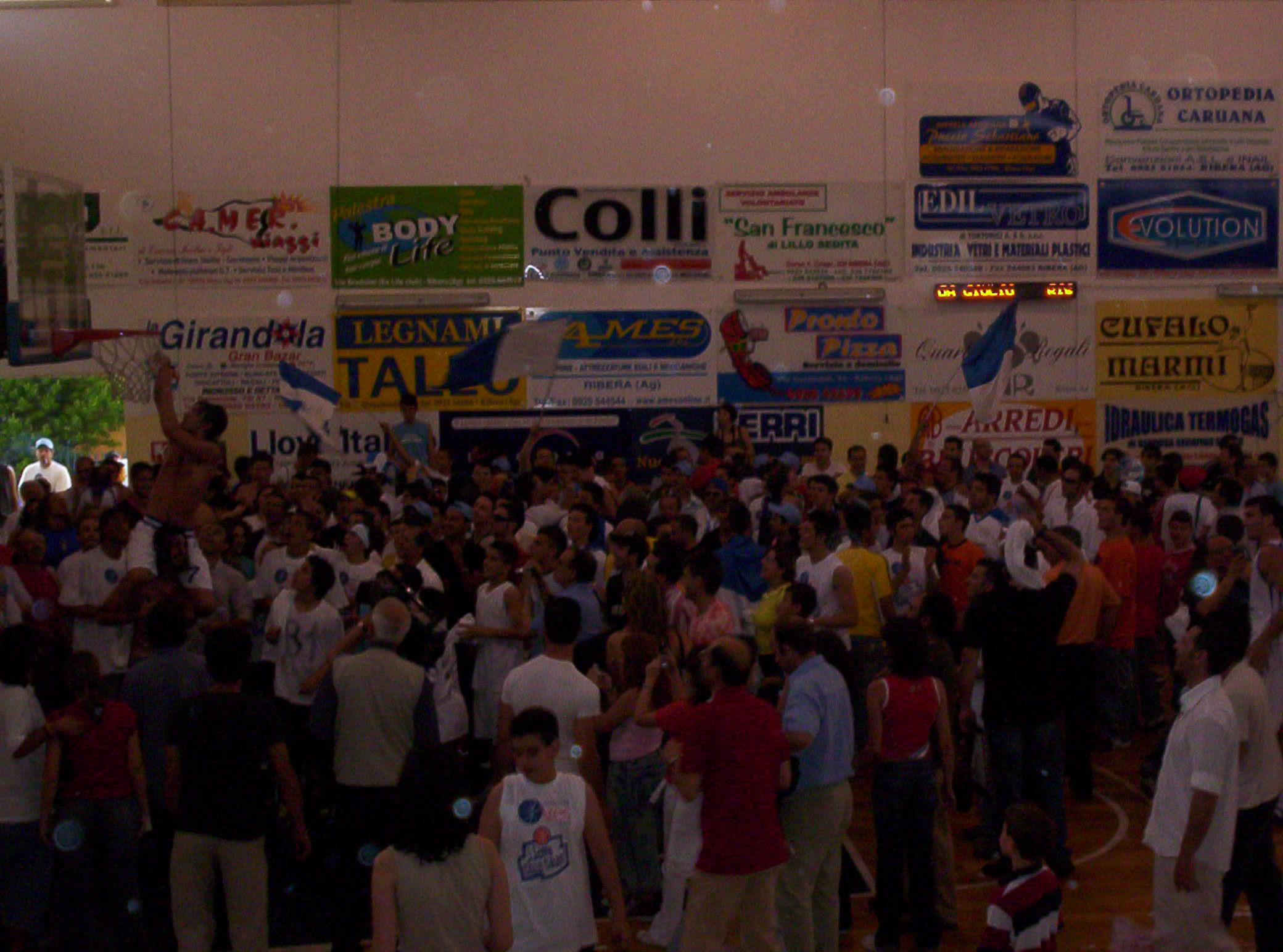
Ares Ribera. Stagione 2004-2005. Promozione in serie B1.

La squadra di pallacanestro femminile dal 2003 al 2009 è stata la Pallacanestro Ribera. Dopo aver militato per 6 stagioni consecutive nel massimo Campionato di serie A1 con partecipazioni anche in FIBA Europe Cup, al termine della stagione 2008-09 è retrocessa ed ha rinunciato ad iscriversi per il campionato successivo di serie A2. Nel 2006 la squadra era arrivata ad aggiudicarsi la Coppa Italia di Basket Femminile.
La squadra di pallacanestro maschile dal 1969 al 2006 è stata l'Ares Ribera che ha giocato solo una stagione in Serie B d'Eccellenza, dopo molti anni di campionati regionali ed interregionali. Ha poi ceduto il titolo sportivo a Palermo.
Per un periodo l'Ares Ribera è stata l'unica società italiana di basket a gestire una squadra maschile e una femminile di livello così alto (B maschile e A1 femminile).
La pallacanestro ritorna a partire dalla stagione cestistica 2023-2024 con la fondazione della squadra Ribera Knights, che milita nel campionato Divisione Regionale 2 (pallacanestro maschile) e disputa le proprie gare all'interno del PalaTornambè.

### Pallavolo
La squadra di pallavolo femminile è stata il Volley Ribera che al termine della stagione 2008/09 ha ceduto il titolo di serie B2
Nel 2013 è nata la società di pallavolo Ribera Teams Volley, che vede iscritte nei rispettivi tornei di Prima Divisione la squadra femminile e quella maschile.

### Altri sport
Sono presenti anche gruppi sportivi dilettantistici di arti marziali, atletica leggera, ciclismo, subacquea, tennis e tiro a segno.

### Impianti sportivi

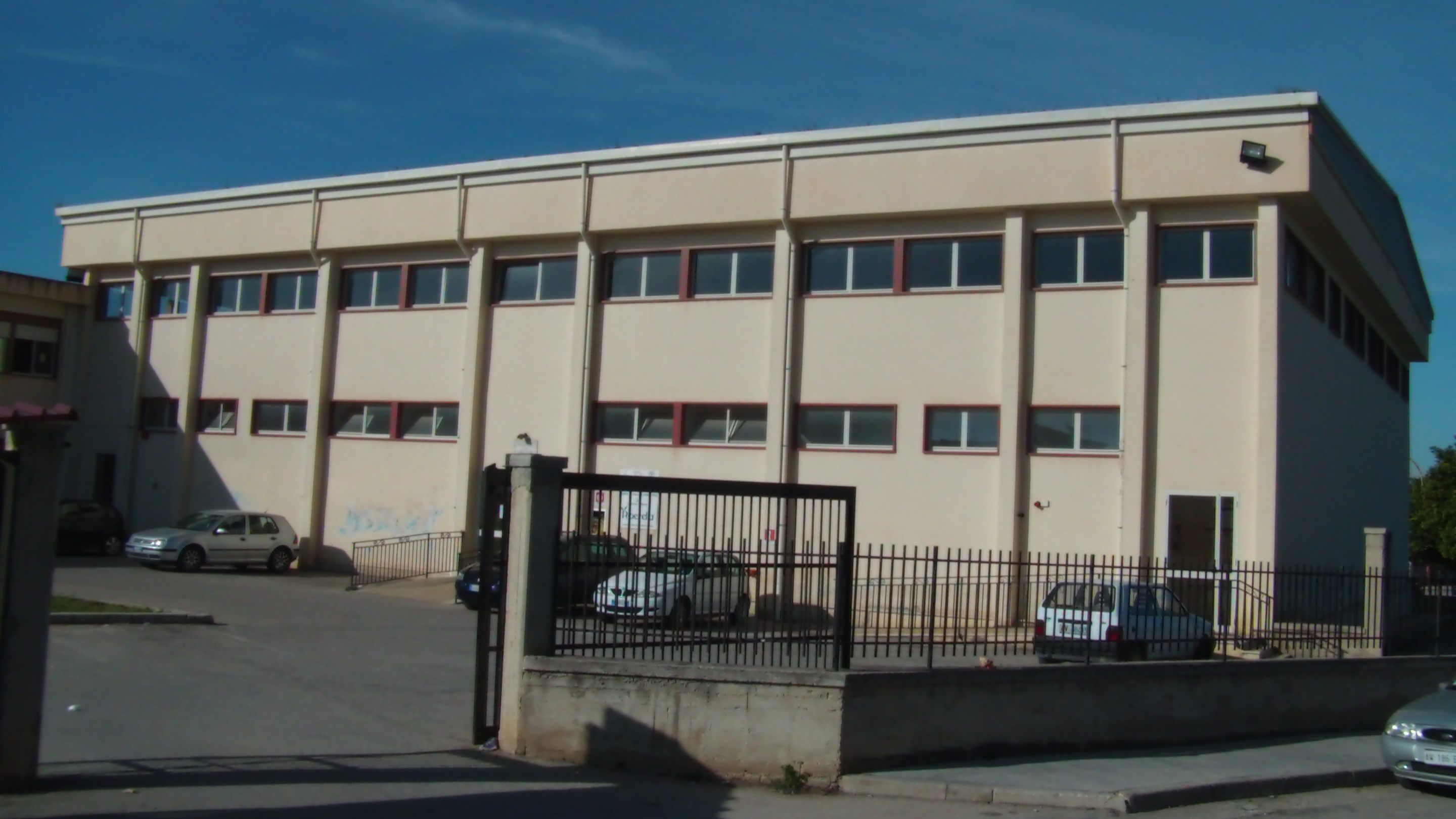
PalaTornambè.

- Stadio comunale Nino Novara
- Palasport Nino Tornambè
- Palasport via Mosca
- Impianto Polivalente Spataro
- Poligono Ribera Air-Fire[88] - Bench Rest - Field Target

### Eventi sportivi
- Il 4 luglio 1987 la città ha ospitato l'incontro di boxe tra Patrizio Oliva e Juan Martín Coggi[89], che ha assegnato il titolo Mondiale WBA al pugile argentino che ha battuto Oliva per KO al 3º round[90].
- Nell'estate del 2001 la città ha ospitato il Campionato Mondiale di Slot car organizzato dall'I.S.R.A.[91].

## Curiosità
La città viene citata come "Bibera" da Andrea Camilleri nei libri sul Commissario Montalbano.

## Galleria d'immagini

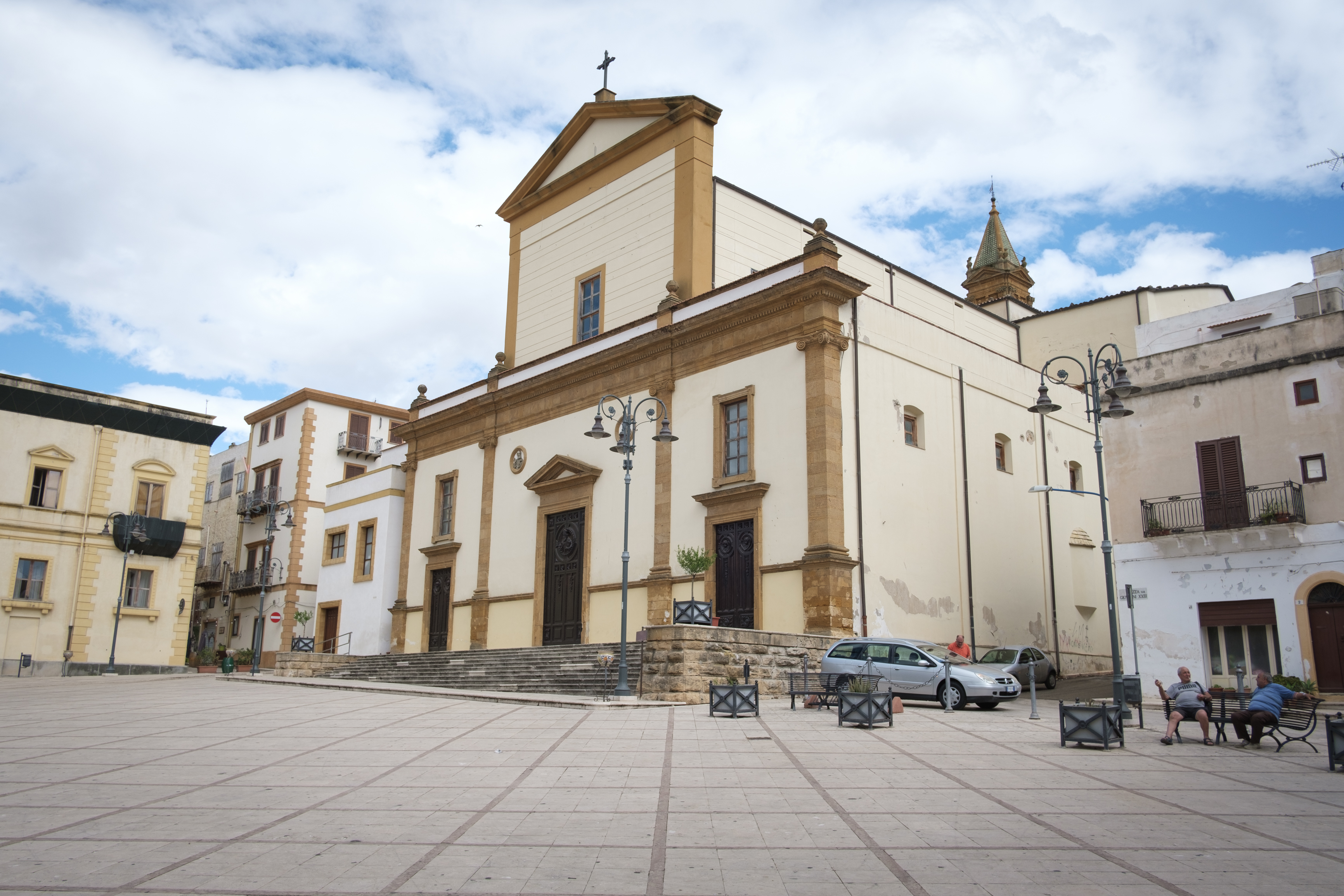
Ribera, Chiesa Madre
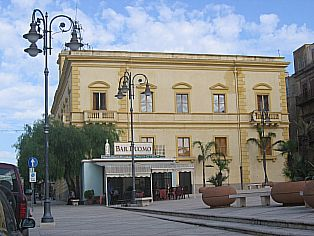
Palazzo Comunale
Ribera negli anni '60. La prima casa a destra è quella natale di Francesco Crispi
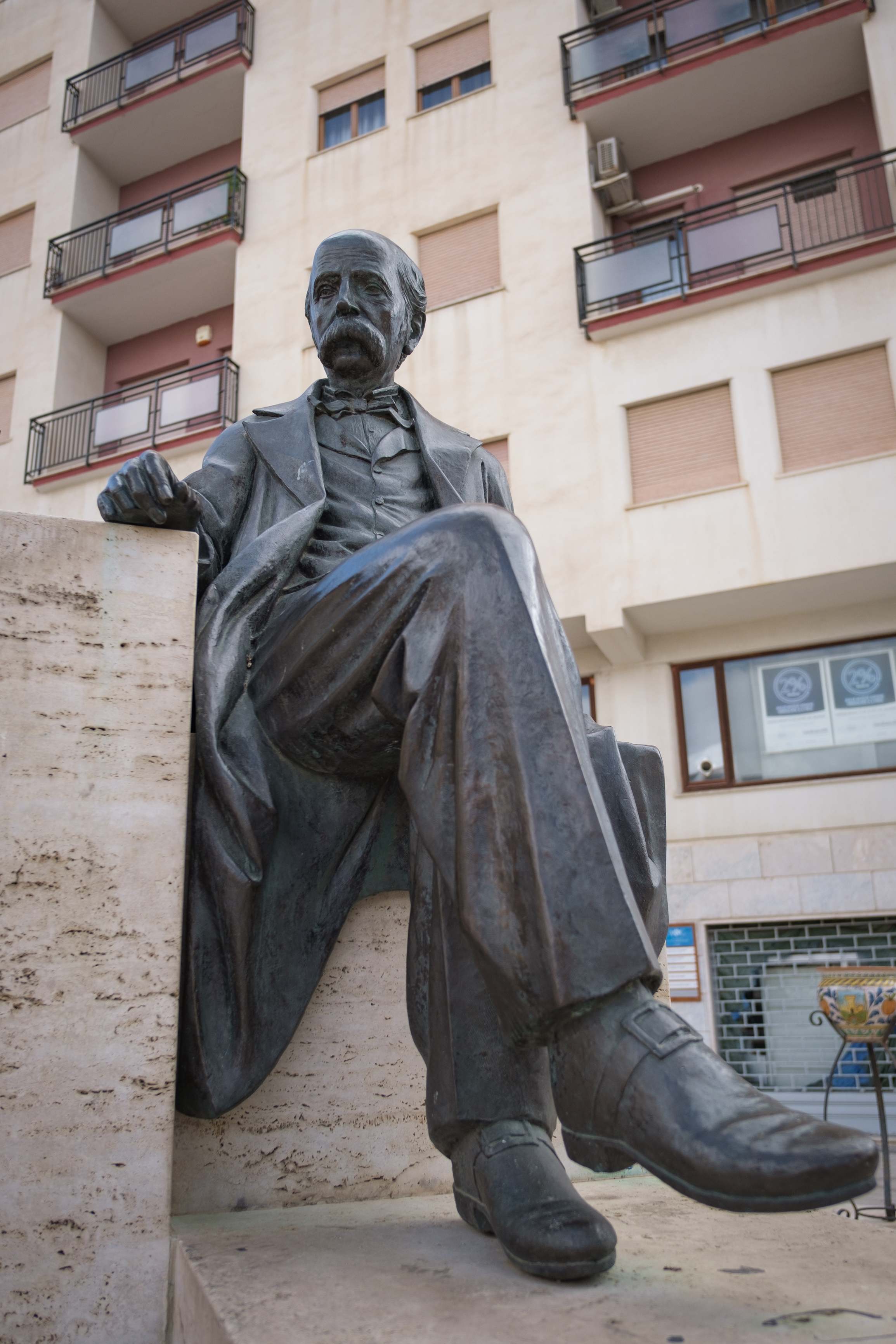
Ribera, statua di Francesco Crispi
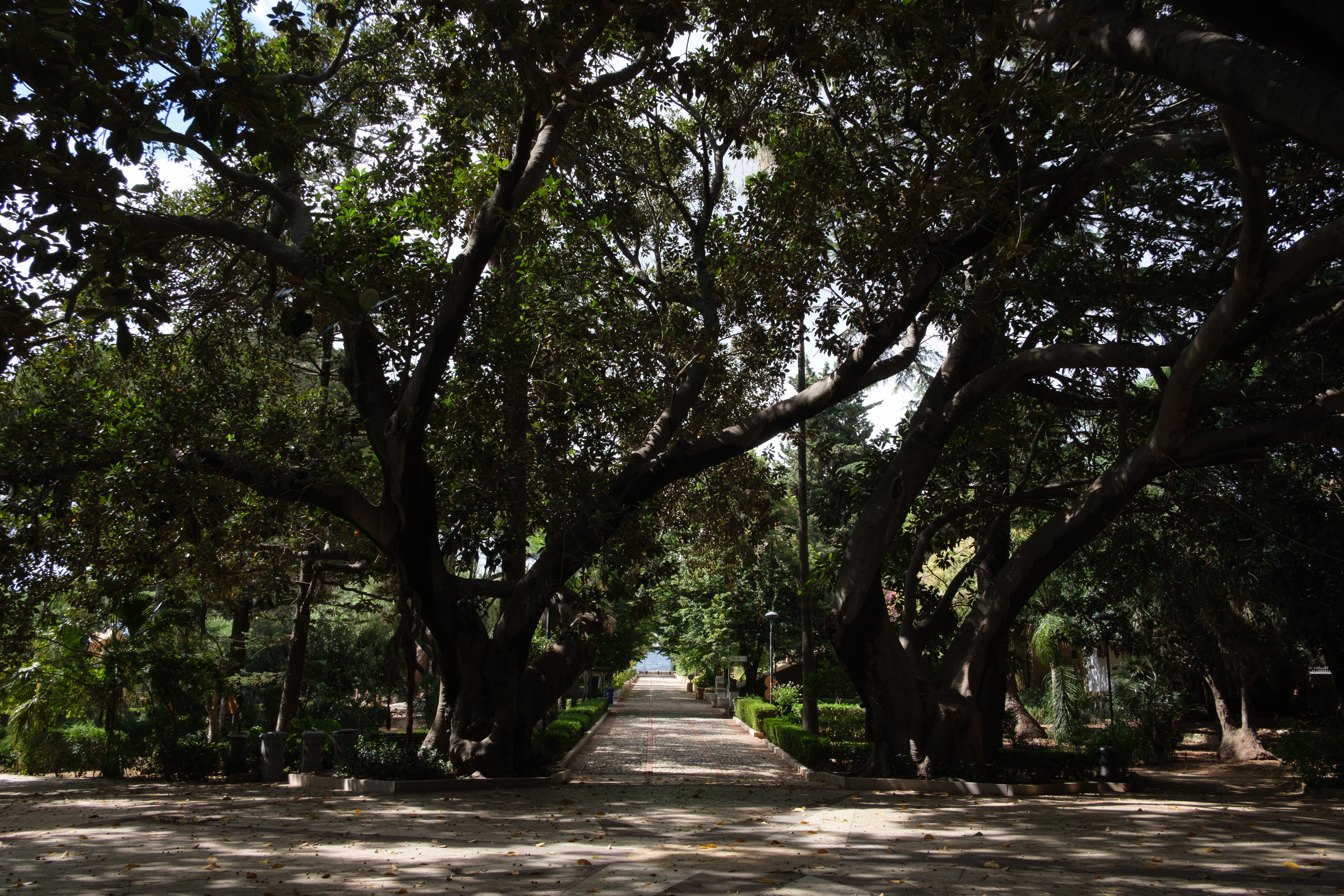
Ribera, Villa comunale
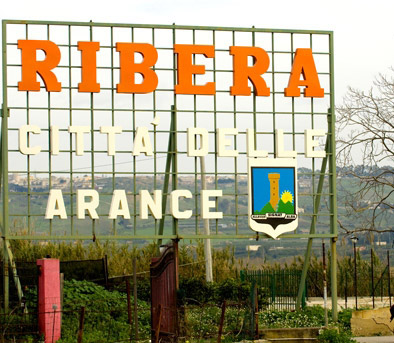
S.S.115 - Tabellone Città delle Arance
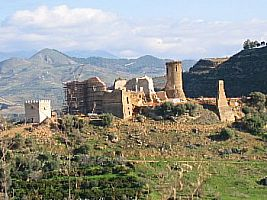
Castello di Poggiodiana
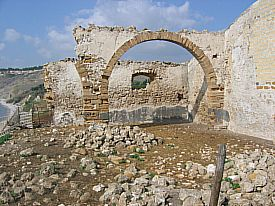
Torre Verdura. Gli Archi della mondina
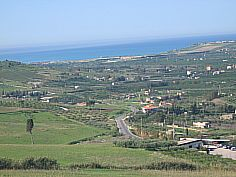
Valle di Verdura
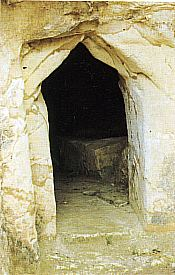
Necropoli di Contrada Anguilla
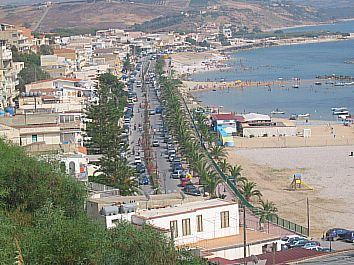
Panorama lungomare di Seccagrande
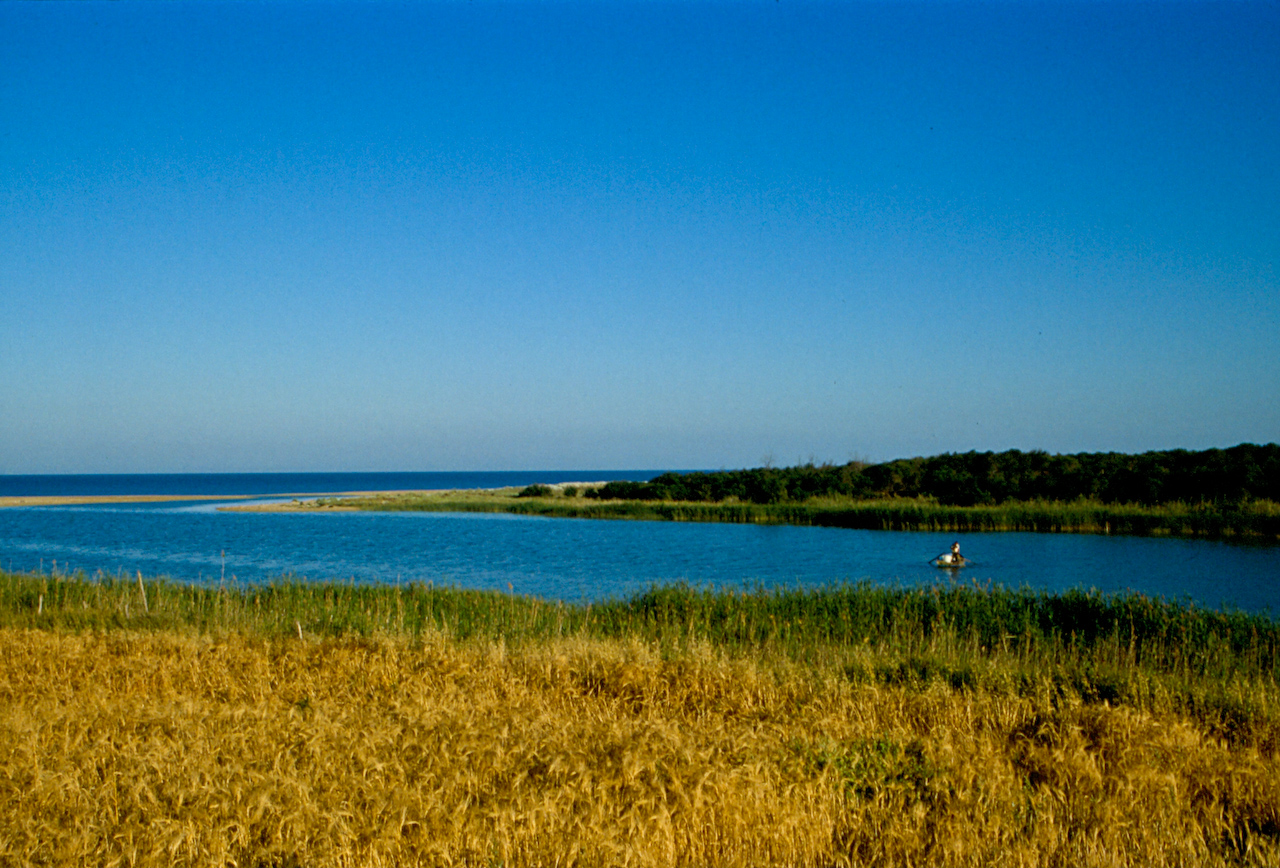
Riserva naturale orientata Foce del fiume Platani